# Tomonori Tateishi
Tomonori Tateishi (født 22. april 1974) er en tidligere japansk fodboldspiller.
Han har spillet for flere forskellige klubber i sin karriere, herunder JEF United Chiba og Avispa Fukuoka.